# Ластівка (альманах)

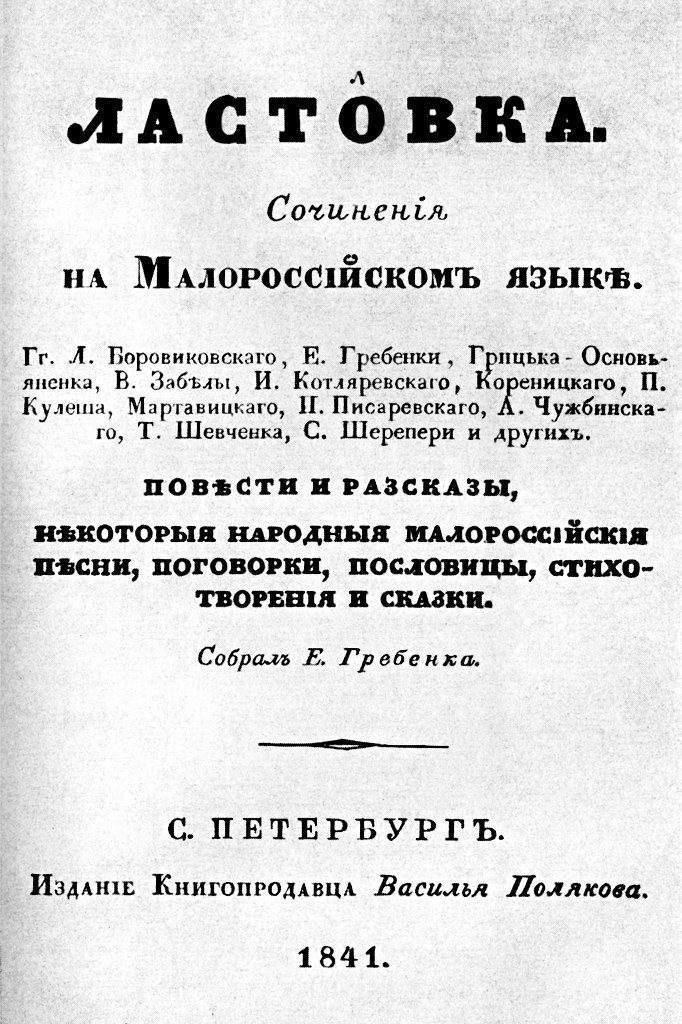
Альманах «Ластівка». 1841 рік. Титульна сторінка.

Альмана́х «Ла́стівка» — українське періодичне видання, ідея створення якого належала Григорію Квітці-Основ'яненку.
Робота розгорнулась у період 1838-1839 років. Ще восени 1838 року Є. П. Гребінка вступає в переговори з Андрієм Олександровичем Кравським, видавцем і редактором популярного журналу «Отечественные записки». Але В. Г. Бєлінський, який визначав ідейно-естетичну позицію журналу в цілому, розумів українську мову як наріччя російської і стверджував, що безперспективно, непотрібно і навіть шкідливо створювати літературу на цьому обласному наріччі.
Обманутий Є. П. Гребінка залишився з цілим портфелем вже поданих українського часопису матеріалів. Трохи почекавши й повагавшись, він видав альманах. Вийшла «Ластівка» 1841-го року в Петербурзі. Це був перший спеціалізований на представленні художньої літератури альманах. У «Ластівці», вперше після «Кобзаря», були опубліковані нові твори Т. Г. Шевченка. Альманах являв собою антологію тодішньої української літератури.